# Radio Aplauz
Radio Aplauz – polska stacja radiowa nadająca we Wrocławiu. Radio Aplauz działało od 19 września 1997 do 14 września 2012, kiedy to na częstotliwości 95,1 MHz rozpoczęło emisję nowe radio RMF MAXXX Wrocław.
Radio nadawało na częstotliwości 95,1 MHz z mocą 0,1 kW z nadajnika zlokalizowanego na Domie Studenckim "Kredka" znajdującym się na wysokości 117 m n.p.m. (plus wysokość obiektu wynosząca 75 m).

## Konflikt 2009
Pod koniec czerwca 2009 doszło do konfliktu w radzie nadzorczej firmy Aidy SA, będącej właścicielem Radia Aplauz. Wspólnicy nie mogli dojść do porozumienia w kwestii prawa do nadawania. 
Nowe władze Aidy SA zadecydowały o rozpoczęciu 16 lipca 2009 emisji z zupełnie nowego nadajnika zamontowanego na dachu Domu Studenckiego "Kredka". Tymczasem druga strona sporu (Aida Radio SA) kontynuowała emisję z budynku Arkad Wrocławskich. Obydwa nadajniki pracowały na tej samej częstotliwości (95,1 MHz), lecz nadawały różny program.
20 lipca 2009 roku Urząd Komunikacji Elektronicznej nakazał natychmiastowe wyłączenie nielegalnie już pracującego nadajnika na Arkadach Wrocławskich. Dzień później nadajnik ten został wyłączony.